# Turvo (kommun i Brasilien, Santa Catarina)
Turvo är en kommun i Brasilien.   Den ligger i delstaten Santa Catarina, i den södra delen av landet, 1 500 km söder om huvudstaden Brasília. Antalet invånare är 11 854. Arean är 234 kvadratkilometer.
Terrängen i Turvo är platt åt sydost, men åt nordväst är den kuperad.
Trakten runt Turvo består till största delen av jordbruksmark. Runt Turvo är det ganska glesbefolkat, med 47 invånare per kvadratkilometer.